# Parigi-Roubaix 2022
La Parigi-Roubaix 2022, centodiciannovesima edizione della corsa, valevole come quindicesima prova dell'UCI World Tour 2022 categoria 1.UWT, si svolse il 17 aprile 2022 su un percorso di 257,2 km, con partenza da Compiègne e arrivo a Roubaix, in Francia. La vittoria fu appannaggio dell'olandese Dylan van Baarle, che completò il percorso in 5h37'00", alla media di 45,792 km/h, precedendo il belga Wout Van Aert e lo svizzero Stefan Küng.
Sul traguardo del Velodromo di Roubaix 107 ciclisti, su 170 partiti da Compiègne, portarono a termine la competizione.

## Squadre e corridori partecipanti
| N.      | Cod. | Squadra                     |
| ------- | ---- | --------------------------- |
| 1-7     | LTS  | Lotto Soudal                |
| 11-17   | AFC  | Alpecin-Fenix               |
| 21-27   | TJV  | Jumbo-Visma                 |
| 31-37   | GFC  | Groupama-FDJ                |
| 41-47   | IGD  | Ineos Grenadiers            |
| 51-57   | QST  | Quick-Step Alpha Vinyl Team |
| 61-67   | TBV  | Bahrain Victorious          |
| 71-77   | TFS  | Trek-Segafredo              |
| 81-87   | ACT  | AG2R Citroën Team           |
| 91-96   | BOH  | Bora-Hansgrohe              |
| 101-107 | TEN  | TotalEnergies               |
| 111-116 | DSM  | Team DSM                    |
| 121-127 | IWG  | Intermarché-Wanty-Gobert    |

| N.      | Cod. | Squadra                   |
| ------- | ---- | ------------------------- |
| 131-137 | ARK  | Team Arkéa-Samsic         |
| 141-146 | IPT  | Israel-Premier Tech       |
| 151-155 | BEX  | Team BikeExchange-Jayco   |
| 161-167 | COF  | Cofidis                   |
| 171-177 | EFE  | EF Education-EasyPost     |
| 181-187 | UAD  | UAE Team Emirates         |
| 191-197 | UXT  | Uno-X Pro Cycling Team    |
| 201-207 | MOV  | Movistar Team             |
| 211-217 | AST  | Astana Qazaqstan Team     |
| 221-227 | BBK  | B&B Hotels-KTM            |
| 231-237 | BBW  | Bingoal Pauwels Sauces WB |
| 241-247 | SVB  | Sport Vlaanderen-Baloise  |

## Ordine d'arrivo (Top 10)
| Pos. | Corridore            | Squadra     | Tempo    |
| ---- | -------------------- | ----------- | -------- |
| 1    | Dylan van Baarle     | Ineos       | 5h37'00" |
| 2    | Wout Van Aert        | Jumbo       | a 1'47"  |
| 3    | Stefan Küng          | Groupama    | s.t.     |
| 4    | Tom Devriendt        | Intermarché | s.t.     |
| 5    | Matej Mohorič        | Bahrain     | s.t.     |
| 6    | Adrien Petit         | Intermarché | 2'27"    |
| 7    | Jasper Stuyven       | Trek        | s.t.     |
| 8    | Laurent Pichon       | Arkéa       | s.t.     |
| 9    | Mathieu van der Poel | Alpecin     | a 2'34"  |
| 10   | Yves Lampaert        | Quick-Step  | a 2'59"  |